# معرض الفنون برونكس
معرض الفنون برونكس هو معرض غير ربحي يروج للفنانين والمنسقين الناشئين والممثلين تمثيلاً ناقصًا. إنه مكان مستقل لا يرتبط بأي كلية أو مؤسسة.
يعزز المعرض تعليم الفنون من خلال المعارض والفعاليات الثقافية في موت هافن في جنوب برونكس، نيويورك. تشمل الفعاليات معارض بالتعاون مع الفنانين التشكيليين وفناني الأداء وصانعي الأفلام والراقصين والموسيقيين والممثلين والقيمين. بدأ معرض الفنون برونكس في عام 2008 من قبل الفنانين ليندا كننغهام وميتسو هاديشي.

## التطورات الأخيرة
في عام 2021 قامت خريجة كلية هانتر بيفرلي إيمرز بأول ظهور لها في تنظيم المعارض في معرض الفنون برونكس، حيث قدمت " إعطاء الضوء: مضاد فني لعنف السلاح"، وهو معرض فني لوسائل الإعلام المتنوعة حول العنف باستخدام الأسلحة النارية كأزمة صحية عامة. ومن بين الفنانين المشاركين: إيلان كاديز وجوليا جوستو ومورسي فيليكس ونيكي إنرايت وشيلي فاينرمان ونوبل دري علي ورون بيكر، وسيفا دانيال وتامي وفسي وتاشا دوج وويلهيلمينا جرانت.

## وصلات خارجية
- موقع ويب BronxArtSpace